# Wang Yan (football)
Dans ce nom chinois, le nom de famille, Wang, précède le nom personnel Yan.
Pour les articles homonymes, voir Wang.
Wang Yan (chinois : 王焱), née le 22 août 1991, est un footballeuse chinoise qui joue actuellement au poste de milieu de terrain pour le Beijing BG Phoenix. Elle joue aussi en équipe nationale.

## Statistiques de carrière

### International
Au 7 juin 2019.
| équipe nationale | Année | matchs joués | Buts |
| ---------------- | ----- | ------------ | ---- |
| Chine            | 2018  | 1            | 0    |
| Chine            | 2019  | 1            | 0    |
| Total            | Total | 2            | 0    |